# Позбавлення права викупу заставної
Позбавлення права викупу заставної — юридична процедура, ініціатором якої виступає заставоутримувач або інший власник вимоги з метою примусового продажу нерухомості та негайної виплати боргу.
Юридичне право кредитора на позбавлення права викупу заставної з'являється в тому випадку, якщо позичальник не повертає отримані гроші або частину їх в належні терміни. Кредитор повинен звернутися в суд для отримання дозволу на продаж власності, яка була заявлена як застава за борг. Суд призначить нову дату виплати заборгованості постановою "про втрату права викупу закладеного майна", яка вступає в силу з певного терміну, якщо до цього часу обставини не зміняться. Якщо позичальник знову не зміг повернути гроші, кредитор вільний продавати майно. Така процедура може застосовуватися в разі, коли заставою є будинок, у якому проживає боржник за іпотечним кредитом / заставодавець, який не виплачує внески по іпотеці кредитору за іпотечним кредитом / заставодержателя (банку, будівельному товариству тощо). Тоді банк позбавляє заставну права викупу закладеного майна, виселяючи боржника-власника заставної.